# István Szamosközy
Stefan Zamosius (Szamosközy) (1570–1612) a fost un umanist și istoric maghiar.

## Viața
Szamosközy s-a născut la Cluj într-o familie calvinistă. Și-a completat studiile la Heidelberg și Padova. În 1593 s-a întors în Transilvania și a început să lucreze la Alba Iulia, la arhiva curții transilvănene. Acolo a început să adune materiale și să-și scrie principala lucrare, despre istoria Ungariei.
Principele Transilvaniei Ștefan Bocskai l-a numit istoric oficial al Curții.

## Opere
- La Padova a publicat o colecție de inscripții vechi romane din Dacia
- a publicat și un tratat numismatic

Istoria sa neterminată a Ungariei n-a fost niciodată publicată și părți din ea au fost împrăștiate în mai multe copii manuscrise. Bethlen Farkas a salvat părți mai lungi din ea în a sa istorie a Transilvaniei. Szamosközy și-a conceput opera după modelul cărții lui Antonio Bonfini, Rerum Ungaricarum decades. Sandor Szilagyi a publicat operele lui Szamosközy în patru volume, sub titlul Szamosközy törteneti maradvanyai, Budapest 1876–1880.
- Hebdomanes
- Pentates
- Istoria anului 1594